# Sântimbru (Alba, Rumunjska)
Sântimbru je općina u županiji Alba u Rumunjskoj. U općinu spadaju pet sela Coşlariu, Dumitra, Galtiu, Sântimbru i Totoi.